# Video Calabria
Video Calabria  in precedenza (dal 2000 al 2015) conosciuta come 8 Video Calabria, è una rete televisiva privata italiana viene diffusa nel Multiplex televisivo regionale di EI Towers, la rete ricopre l'intero territorio calabrese la sede dell'emittente è a Crotone. Palazzo Euro Moda in piazza Pitagora, fondata alla fine degli anni settanta da Elio Riga. L'emittente copre anche la provincia di Palermo tramite il Mux del gruppo Cominvest.
Dal 13 giugno 2019 al 6 marzo 2021 è stata visibile in tutta la Sicilia alla LCN 601, nel Multiplex televisivo del gruppo catanese Telecolor.
Dal 21 giugno 2023 è tornata visibile nelle province di: Agrigento, Palermo e Trapani,  alla LCN 110 tramite il Multiplex Tv di Pubblimed (Trm).
Dal novembre 2023 il canale ha iniziato a trasmettere in 16:9 e qualità HEVC - DVB-T2. È possibile riceverlo anche via satellite su: Eutelsat 9B.
Dal 2022 sotto al logo di rete viene inserita la scritta "Canale 10" per far intendere che si trova appunto su quella LCN ma solo in tutta la Calabria. 

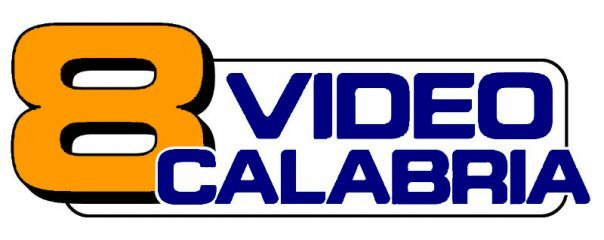
8VIDEOCALABRIA - Logo usato dalla prima metà degli anni duemila al 2015.

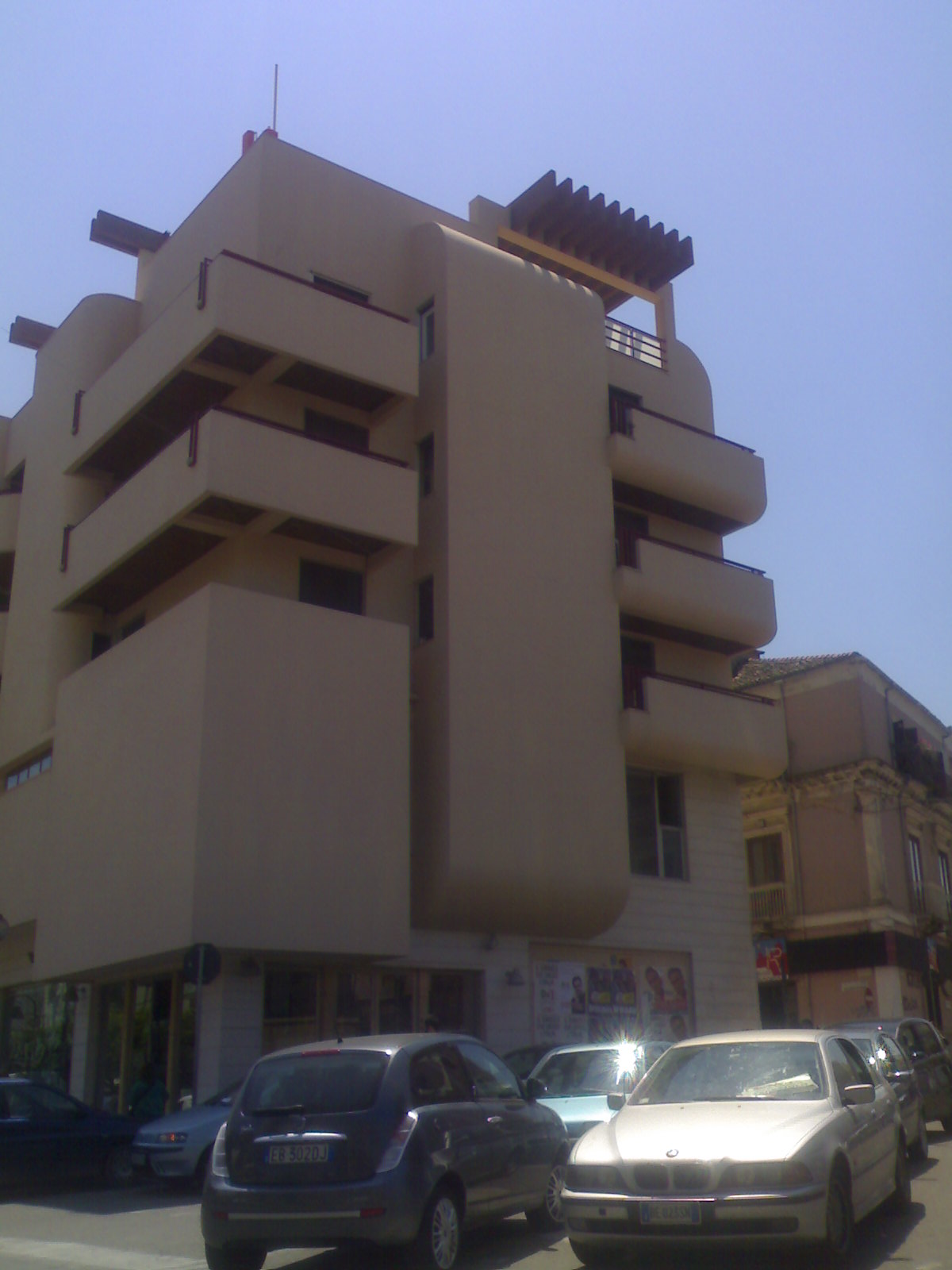
Palazzo Lucente, sin dagli inizi sede crotonese dell'emittente.

## Programmi televisivi

### Programmi della rete
- Volare
- Carnevale miletese
- Affidati alla Parola che salva
- Festival dello Stretto
- Sono tremendo
- Il coraggio di donare
- Notti da Oscar
- Il Belpaese siamo noi
- Una giornata ben spesa
- Ventiquattro minuti
- Si Giri 'Ccu Mia (Te sciali chi via)
- Ue' Paisà
- Tirullallero
- L'isola delle emozioni
- Bimbo Show 2
- Info mattina (Telegiornale): In onda tutti i giorni dalle 6:00 alle 9:00. Comprende notizie, meteo, rubriche dedicate agli animali, alla salute, al benessere, ai luoghi più suggestivi della regione, al Natale e la lettura e il commento del Vangelo.
- Infostudio (Telegiornale): In onda tutti i giorni alle 13:45, alle 16:00, alle 18:40 e alle 23:00. Comprende notizie e la rubrica "100 secondi".
- Infostudio extra (Telegiornale): In onda tutti i giorni. La mattina precede "Info mattina" con il sommario invece il pomeriggio ad orario variabile trasmette le repliche di tutto "Info mattina" eccetto le notizie.
- Informat (Telegiornale): In onda la domenica e ripropone i servizi più importanti della settimana.
- Info sport (Telegiornale sportivo)
- TG LIS: In onda tutti i giorni.
- Celeste 2
- La storia di Amanda
- Capri Fresco
- La coroncina della divina misericordia
- Matrimonio all'italiana
- Calcio punto zero
- Televendite varie
- Casa Pappagallo

Telenovelas (non più trasmesse)
- Celeste
- Terra nostra (andata in onda dal 30 gennaio 2017 al 5 agosto 2017 in esclusiva regionale)
- Manuela
- Pagine di vita
- La ragazza del circo
- Antonella
- Eredità d'amore
- Renzo e Lucia - Storia d'amore di un uomo d'onore
- Pantanal
- Mariana, il diritto di nascere
- Carolina (altro titoloː Amandoti)
- Marilena
- Amore proibito
- Rosa... de lejos (altro titoloː Rosa del cuore)
- Cuore selvaggio (sospesa dopo la trentesima puntata nel 2003)
- Maddalena
- Betty la fea
- Vento di passione
- Dancin' Days
- La signora in rosa
- Rubi
- La forza del desiderio
- Signore e padrone
- La schiava Isaura
- Dolce Valentina
- Perla nera
- Il segreto di Jolanda
- Miami (altro titoloː Il magnate)
- Senza peccato
- Il segreto di Olivia
- La forza dell'amore
- La donna del mistero
- La donna del mistero 2
- Elisa di Rivombrosa (solo la prima stagione)

#### Programmi a diffusione regionale e nazionale
Dal 2011 il canale oltre a trasmettere i suoi programmi trasmette anche dei programmi che vengono trasmessi in tutta Italia attraverso emittenti locali.

##### Servizio pubblico (2011-2012)
Programma di approfondimento politico condotto da Michele Santoro.
Il programma era trasmesso oltre a 8 Video Calabria su:
- Antenna Sicilia (Sicilia)
- Antenna Tre Nordest (Veneto, Friuli-Venezia Giulia e Trentino-Alto Adige)
- Canale 9 (Campania)
- DI.TV (Veneto)
- Extra TV (Lazio)
- Free Tv (Friuli-Venezia Giulia)
- NuovaRete (San Marino)
- Primocanale (Liguria)
- RTV 38 (Toscana)
- Radio Tele Trentino Regionale (Trentino-Alto Adige)
- Rete8 (Abruzzo)
- T9 (Lazio e Umbria)
- TRC-Telemodena (Emilia-Romagna)
- Tele Costa Smeralda (Sardegna)
- Telecapri, Telecapri News e Telecapri Sport (Campania)
- Telecupole (Piemonte)
- Telelombardia (Lombardia)
- Telenorba (Puglia)
- Telenuovo (Veneto)
- TeleReggio (Emilia-Romagna)
- Teleroma 56 (Lazio)
- Telesanterno (Emilia-Romagna)
- TV Centro Marche (Marche)
- Umbria TV (Umbria)
- Videogruppo Piemonte (Piemonte)

Il programma era trasmesso in TV anche su Sky TG24 e Cielo dove sono state trasmesse anche 4 puntate speciali e in radio su Radio Capital e successivamente Radio Radicale e a differenza di tutti gli altri canali, Primocanale 24 (Liguria) era l'unica che dopo aver trasmesso la puntata ne trasmetteva la replica. Attualmente il programma è trasmesso in TV su LA7 e in radio su Radio Radicale.

##### Radionorba Battiti Live (2013)
Programma musicale estivo itinerante organizzato da Radionorba. L'evento è trasmesso in diretta TV oltre a 8 Video Calabria su:
- Rete8 (Abruzzo)
- Napoli Canale 21 (Campania)
- È TV (Emilia-Romagna)
- Telequattro (Friuli-Venezia Giulia e Veneto)
- Romauno (Lazio)
- Primocanale (Liguria)
- Telelombardia (Lombardia)
- TV Centro Marche (Marche)
- Videolina (Sardegna)
- Antenna Sicilia (Sicilia)
- RTV 38 (Toscana)
- Radio Tele Trentino Regionale (Trentino-Alto Adige)
- Umbria TV (Umbria)
- Videogruppo (Piemonte)
- Telenorba 7, Telenorba 8, Radionorba TV (Puglia, Basilicata e Molise)

L'evento è trasmesso anche in diretta TV nazionale su TG Norba 24 e in diretta radio su Radionorba e a differenza di tutti gli altri canali, 8 Video Calabria è l'unica che dopo aver trasmesso la diretta ne ritrasmette la replica.
Dal 2017 il programma è trasmesso a diffusione nazionale anche su Italia 1.

#### Programmi a diffusione nazionale
Inoltre il canale trasmette programmi che vengono trasmessi in tutta Italia:
- CNR Media (trasmesso a orari diversi per ogni emittente, non trasmesso in tutta Italia)
- Messa di Ognissanti (in differita)
- Messa di Capodanno (in diretta)
- Angelus del Papa (in diretta)
- Il papa in Calabria (21 giugno 2014)

### Canali televisivi trasmessi in syndication
- Canale 5 (non più trasmesso)
- Radio Italia (non più trasmesso)
- TG Norba 24 (non più trasmesso, già trasmesso in syndication su Romauno e satellite)
- Telepace (dal 2013 al 2019 trasmetteva solo la Santa Messa mattutina e pomeridiana.)
- RTL 102.5 TV (dal 2013, veniva trasmesso in syndication con Canale Italia e satellite.)